# Mistrzostwa Afryki w piłce nożnej plażowej
Mistrzostwa Afryki w piłce nożnej plażowej (en. CAF Beach Soccer Championship) - to coroczne rozgrywki rozgrywane od 2006 roku, mające na celu wyłonić najlepszą drużynę na "Czarnym Lądzie". Dotychczas turniej zwyciężały cztery drużyny: Kamerunu w 2006, Nigerii w 2007 i 2009 roku oraz Senegalu w 2008. Dwie najlepsze drużyny reprezentują kontynent na Mistrzostwach Świata

## Historia

### Wyniki
| Rok            | Gospodarz                   | Mistrz  | Wicemistrz               | 3 miejsce                |
| -------------- | --------------------------- | ------- | ------------------------ | ------------------------ |
| 2006 Szczegóły | Południowa Afryka, · Durban | Kamerun | Nigeria                  | Egipt                    |
| 2007 Szczegóły | Południowa Afryka, · Durban | Nigeria | Senegal                  | Wybrzeże Kości Słoniowej |
| 2008 Szczegóły | Południowa Afryka, · Durban | Senegal | Kamerun                  | Wybrzeże Kości Słoniowej |
| 2009 Szczegóły | Południowa Afryka, · Durban | Nigeria | Wybrzeże Kości Słoniowej |                          |

### Medaliści
| Team                     | Mistrzostwo    | Wicemistrzostwo | Trzecie miejsce |
| ------------------------ | -------------- | --------------- | --------------- |
| Nigeria                  | 2 (2007, 2009) | 1 (2006)        | -               |
| Kamerun                  | 1 (2006)       | 1 (2008)        | -               |
| Senegal                  | 1 (2008)       | 1 (2007)        | -               |
| Wybrzeże Kości Słoniowej | -              | 1 (2009         | 2 (2007, 2008)  |
| Egipt                    | -              | -               | 1 (2006)        |